# هات تو گو!
«هات تو گو!» (به انگلیسی: Hot to Go!) ترانه‌ای از خواننده-ترانه‌پرداز آمریکایی چپل رون می‌باشد که در نخستین آلبوم استودیویی وی تحت عنوان از عرش تا فرش یک پرنسس غرب میانه (۲۰۲۳) قرار دارد. این ترانه در ۱۱ اوت سال ۲۰۲۳ توسط آیلند رکوردز و امیوزمنت به‌عنوان آخرین و هفتمین تک‌‌آهنگ از این آلبوم منتشر گردید. «هات تو گو!» یک ترانهٔ تشویقی کوئیر مشابهٔ «وای.ام.سی.ای» اثر ویلیج پیپل توصیف شده؛ همچنین این ترانه تحت‌تأثیر رؤیای کودکی رون که دوست داشت هلهله‌چی شود، نوشته شده‌است.